# Științifico-fantasticul în Cehia

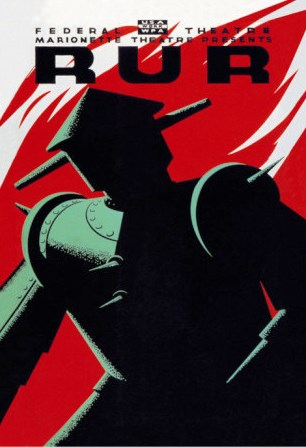
Afișul piesei de teatru R.U.R. 1935-1939

Științifico-fantasticul în Cehia  are o istorie lungă și variată. Din 1918, când Cehoslovacia a devenit independentă, până în 1939, când Germania nazistă a invadat-o, literatura cehă a avut unul dintre momentele sale de înaltă creativitate.
Cel mai cunoscut și mai important scriitor SF a fost Karel Čapek, a cărui piesă de teatru RUR (Rossumovi Univerzalul Roboti) (tipărită în 1920, prima dată jucată în ianuarie 1921) a introdus și a făcut popular cuvântul robot care este folosit frecvent la nivel internațional.

## Istorie
Judah Loew ben Bezalel (sau Maharal din Praga), un rabin din Praga sfârșitului de secol al XVI-lea a scris cea mai faimoasă narațiune despre golem, care poate fi considerată proto-științifico-fantastic (Golemul din Praga).
Istoria științifico-fantasticului în Cehia începe în secolul al XIX-lea, cu prima (probabil) lucrare cu adevărat SF Zivot na Měsíci (Viața pe Lună, 1881) de Karel Pleskač. Scriitorul mainstream Svatopluk Čech a scris o lucrare SF, Hanuman, în 1884 despre un război civil între două facțiuni de maimuțe și Pravý výlet pana Broučka do Měsíce (Adevărata călătorie a d-lui Brouček către Lună, 1888). Jakub Arbes a scris câteva romane scurte cu teme fantastice, printre care Newtonuv mozek (Creierul lui Newton, 1877), care prefigurează tema călătoriei în timp.

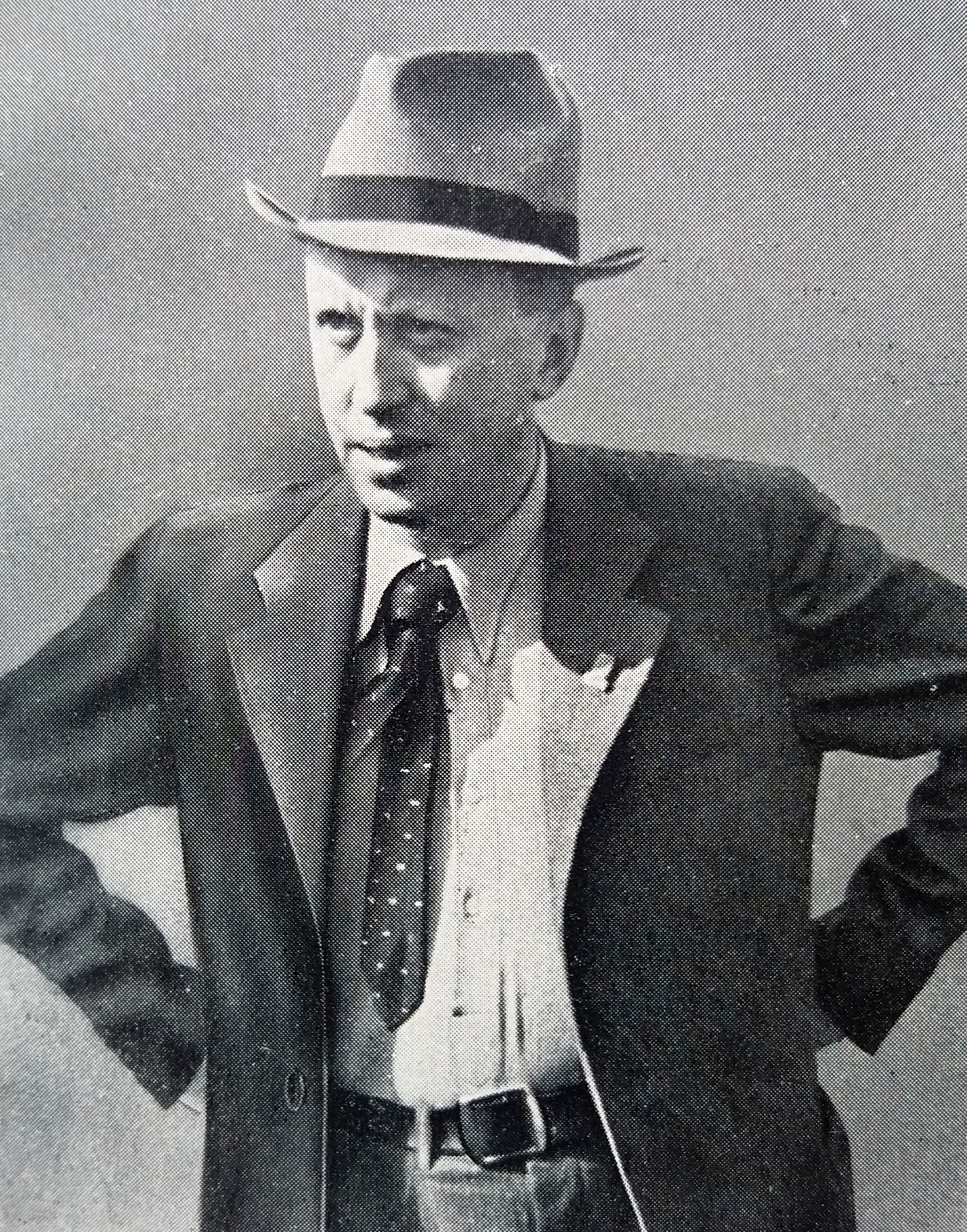
Karel Čapek la 30 de ani

Primul autor care a scris sistematic SF a fost Karel Hloucha, autor a șapte romane și colecții de povestiri, printre care se numără Zakletá země (Țara feremcată, 1910) și Slunečční vůz (Carul sola, 1921). Extratereștri care își schimba forma în oameni joacă un rol important în romanul lui Metod Suchdolský, Rusové na Martu  (Rușii pe Marte, 1907).
În 1920, Karel Čapek a creat piesa științifico-fantastică R.U.R. (Rossumovi Univerzální Roboti, Roboții universali ai lui Rossum). Čapek este primul care dă denumirea de robot unei mașini care poate efectua activități umane (și nu numai). Cuvântul robot este de origine slavă și se poate traduce prin: muncă, clacă sau muncă silnică. Karel Čapek a descris în piesa sa R.U.R. muncitori cu asemănare umană, care sunt crescuți în rezervoare. Čapek folosește în lucrarea sa motivele clasice de golem. Denumirea de astăzi a creaturilor lui Čapek este de android.
În perioada lui Čapek, au mai apărut opere SF ale unor scriitori ca Tomáš Hrubý, Jiří Haussmann, Marie Grubhofferová, J. M. Troska (pseudonimul lui Jan Matzal Troska).
Jozef Nesvadba, care a scris de la sfârșitul anilor 1950, a devenit rapid cel mai faimos autor ceh al generației de după război, ale cărui lucrări au fost traduse în limba engleză și germană. În epoca socialistă, Nesvadba împreună cu Ludvík Souček, erau cei mai importanți reprezentanți cehi ai genului științifico-fantastic.
În 1956, František Běhounek a publicat romanul Akce L (Přiběhy z atomověho věku), tradus în limba română în 1962 de Rodica Ciocan și Corvin Gruia ca Acțiunea L (Aventuri dintr-un secol atomic) și publicat la Editura Tineretului.
Ludvík Souček este considerat un Däniken al Cehiei, datorită cărților sale Tušení souvislosti, 1974, Tušení stínu, 1978, asemănătoare cu Amintiri despre viitor. Souček a scris o trilogie SF, Cesta slepých ptáků (Călătoria păsărilor oarbe) formată din volumele Cesta slepých ptáků 1964 (bazat pe O călătorie spre centrul Pământului), Runa rider 1967, Sluneční jezero 1968. Întreaga trilogie a apărut într-o singură carte în 1999. Alte lucrări SF: romanul Případ Jantarové komnaty din 1970; romanul din 1972, Případ baskervillského psa; colecția de povestiri Zájem Galaxie din 1973, romanul Blázni z Hepteridy din 1980; romanul Bohové Atlantidy (Zeii Atlantidei) din 1983.

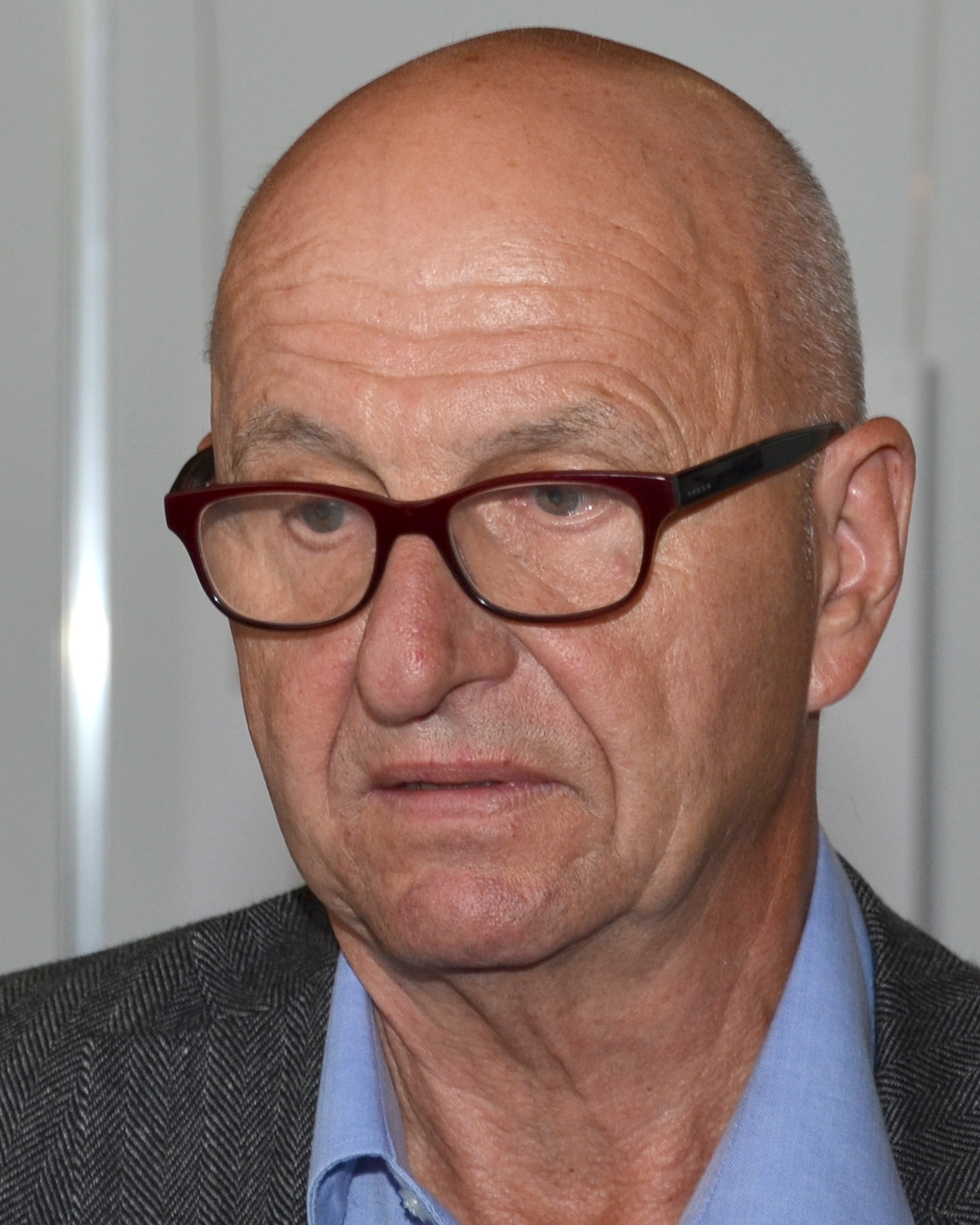
Ondrej Neff în 2017

Ondřej Neff a scris numeroase povestiri și peste 25 de cărți și romane SF. În 1984 a publicat romanul Jádro pudla care are loc pe Marte în viitorul îndepărtat și a avut mai multe continuări. Anul viitor a publicat Vejce naruby, o colecție de povestiri printre care: Bílá hůl ráže 7,62 (o povestire SF de groază  care descrie o invazie extraterestră prin deturnarea unui semnal vizual care transformă omul într-o copie a atacatorului extraterestru), Zelená je barva Nadeje (Verde este culoarea speranței, povestirea descrie o invenție a unui aparat care permite citirea minții animalelor și le prezintă omului sub formă de imagini. Inventatorul testează dispozitivul pe acvariul prietenilor săi, provocând multă primejdie și furie, deoarece aparatul prezintă peștii din acvariu care visează să ucidă și să mănânce oamenii și să domine lumea; ca o consecință, toți oamenii care au văzut experimentul simt că nu vor putea niciodată să mai aibă încredere în nici un animal de companie), Strom (Arborele, ultimii locuitori ai unui mic sat, se luptă fără nicio speranță pentru casele lor împotriva unei păduri în creștere, deoarece legile îi împiedică să facă vreun rău copacilor). 
În 1987 Ondřej Neff a publicat colecția de povestiri Čtvrtý den až navěky (Ziua a patra pentru totdeauna). Au urmat romanul Měsíc mého života (Luna vieții mele) în 1988, romanul fantastic Pole šťastných náhod (Câmpul bunelor șanse) în 1989. În același an a scris o continuare a romanului Jádro pudla, denumită  Čarodějův učeň (Ucenicul vrăjitorului). În 1990 a apărut Zepelín na Měsíci, în 1991 Vesmír je dost nekonečný și Šídlo v pytli (o altă continuare a romanului Jádro pudla). Între 1992 – 1995 a publicat trilogia Milénium formată din Země ohrožená (Pământul pe cale de dispariție), Země bojující (Pământul luptă) și Země vítězná (Pământul victorios). Urmează romanul Reparátor, în 1997 colecția Bůh s. r. o. (Dumnezeu, Ltd.). În 1988 Ondřej Neff a publicat Tma (Întunericul) care a primit premiul pentru cel mai bun SF ceh și a fost revizuită în 2003 ca Tma 2.0. Este un roman de supraviețuire: după 17 aprilie 1998 toate dispozitivele electrice au încetat să funcționeze pe Pământ, lăsând totul în haos, ca în filmul australian  Mad Max. În 2003, scriitorul a publicat și colecția de povestiri Pravda o pekle (Adevărul despre Iad), în 2004 colecția de povestiri Dvorana zvrhlosti ( Sala Aberațiilor) În 2006 Ondřej Neff a publicat romanul Rock mého života (The Rock of My Life) și în 2007 romanul Tušení podrazu (Privire la truc murdar).
Pán modrého meče (Stăpânul sabiei albastre, 1984-1991) este o tetralogie a scriitorului Ondřej Neff care are loc pe planeta Marte și-l prezintă pe sălbaticul erou Rad Haager. Tetralogia este formată din romanele Jádro pudla (1984), Pán modrého meče (1988), Čarodějův učeň (1989) și Šídlo v pytli (1991).

## Scriitori

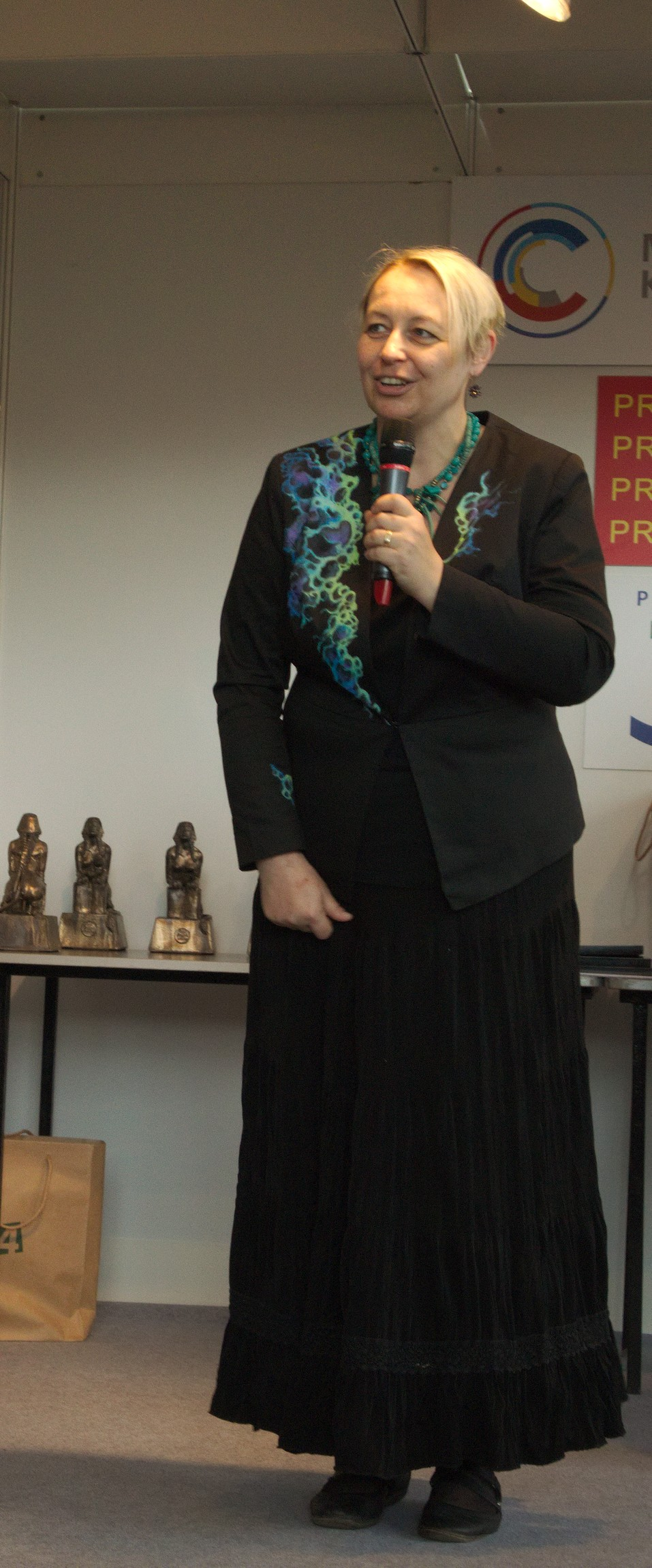
Vilma Kadlečková în 2015 la Praga

- František Běhounek
- Karel Čapek
- Josef Čapek
- Jiří Dědeček
- Vilma Kadlečková
- Jiří Karásek ze Lvovic
- Štěpán Kopřiva
- Jiří Kulhánek
- Lucie Lukačovičová
- Jana Moravcová
- Jaroslav Mostecký
- Ondřej Neff
- Petra Neomillnerová
- Josef Nesvadba
- Jiří Walker Procházka
- Ludvík Souček
- Jan Matzal Troska
- Ludmila Vaňková
- Jaroslav Veis
- Čestmír Vejdělek
- Jaroslav Velinský
- Miroslav Žamboch

## Filme
Peste 50 de filme SF au apărut în Cehoslovacia, primul dintre ele în anii 1920. În 1937 a apărut filmul Bílá nemoc, o adaptare după Karel Čapek în regia Hugo Haas.

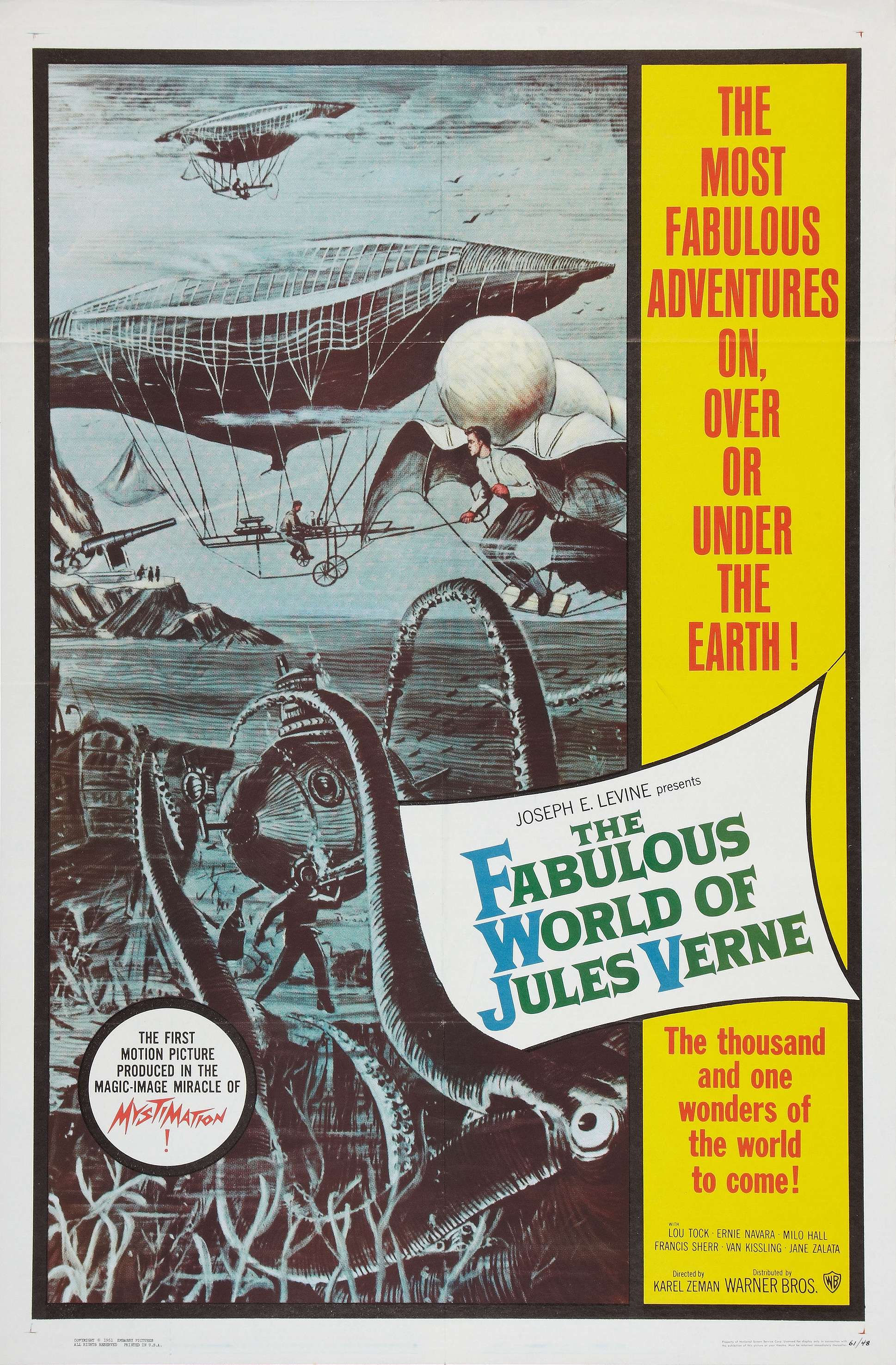
Afișul american al filmului Lumea fabuloasă a lui Jules Vernes

În 1948 a apărut filmul SF de mister Krakatit regizat de Otakar Vávra, cu Karel Höger, despre un chimist care delirează și regretă inventarea unui exploziv foarte puternic. Filmul este bazat pe un roman omonim de Karel Čapek din 1922. Filmul a fost refăcut în 1980 de Otakar Vávra ca Temné slunce.
Cesta do pravěku (Călătorie în preistorie, 1955) este considerat de web-site-ul Kinobox cel mai bun film ceh SF din toate timpurile. A fost regizat de Karel Zeman și prezintă o călătorie în timp în cuaternar, terțiar, mezozoic și paleozoic.
În 1958 a apărut filmul Lumea fabuloasă a lui Jules Vernes (cehă: Vynález zkázy) regizat de Karel Zeman. Distribuit în 72 de țări imediat după premieră, este considerat a fi cel mai de succes film din istoria cinematografiei cehe.
Odată cu Noul val cehoslovac au început să apară filme al căror obiectiv a fost „să facă poporul ceh să devină conștient în mod colectiv de faptul că participă la un sistem opresiv și incompetent care îl brutalizează”.
Kybernetická babička (Bunica cibernetică) este un film cehoslovac din 1962 de animație stop motion cu păpuși care a fost creat în genul SF de groază. Filmul regizat de Jiří Trnka prezintă o situație distopică în care mașinile obligă oamenii să aleagă un stil de viață cibernetic.
În 1963, a apărut filmul Ikarie XB-1 , regizat de Jindrich Polák și vag bazat pe romanul Obłok Magellana (Norul lui Magellan) de Stanisław Lem. Povestea are loc în anul 2163 când o navă spațială terestră călătorește spre o planetă cu proprietăți asemănătoare celei terestre, care se află la o distanță de 4,3 ani lumină de sistemul stelar Alpha Centauri.

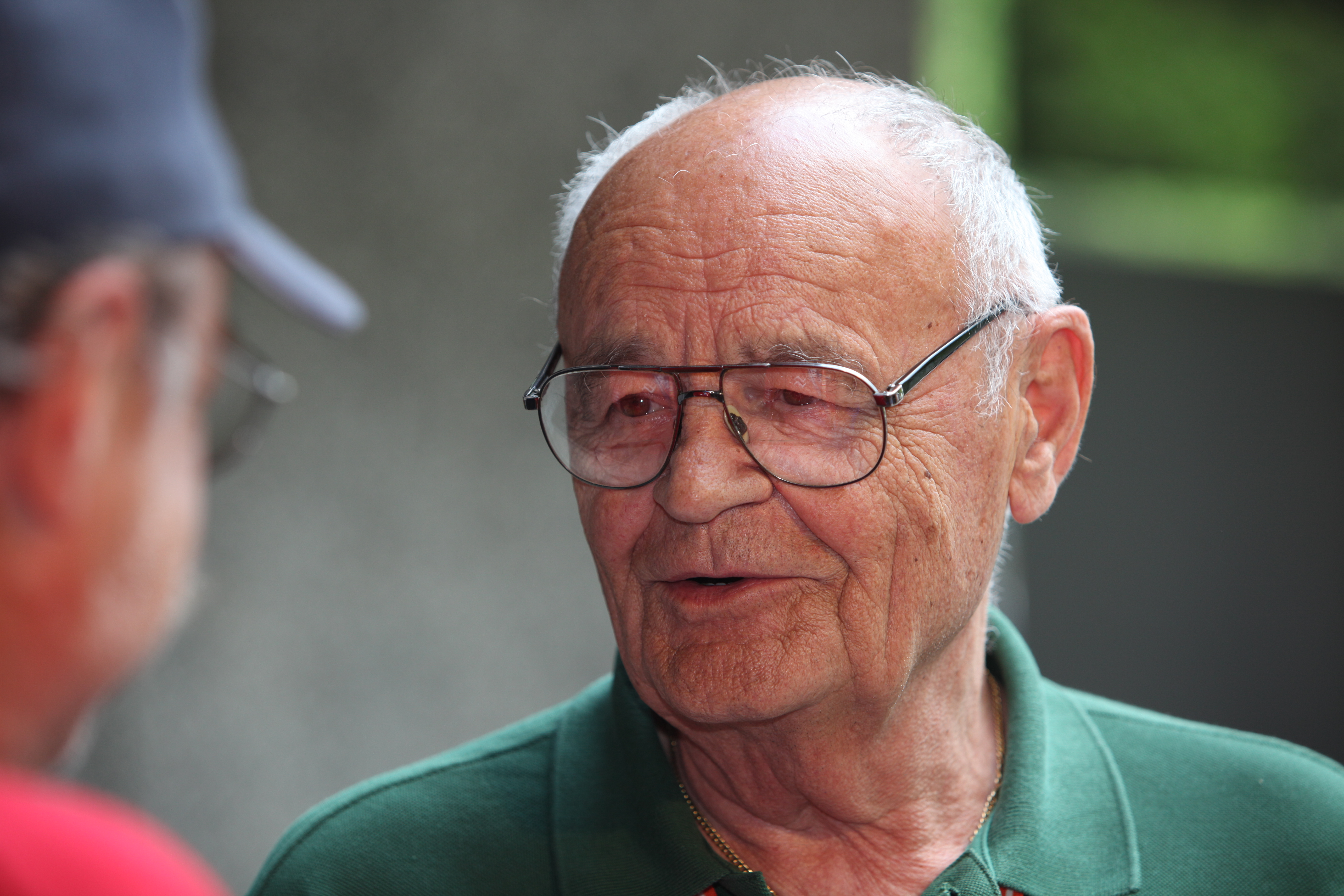
Václav Vorlíček, regizor al unor filme SF de comedie ca Cine a vrut s-o ucidă pe Jessie?, Domnule, sunteți... văduvă! sau Cum rămâne cu spanacul?

În 1966 apare un film postapocaliptic, Konec srpna v hotelu Ozón (Sfârșit de august la hotelul Ozon) regizat de Jan Schmidt. În același an a apărut filmul Cine a vrut s-o ucidă pe Jessie? (Kdo chce zabít Jessii?) regizat de Václav Vorlíček. Povestea se concentrează pe un cuplu care folosește o mașină care poate aduce obiecte și oameni din vise în lumea reală. Principalul scenariu include lansarea accidentală a personajului de benzi desenate Jessie în lumea reală, iar filmul prezintă multe gaguri despre conflictul dintre lumea reală și imaginile de benzi desenate, cum ar fi baloane de cuvinte și efecte sonore.
În 1967 a avut premiera filmul Ukradenà vzducholod (Dirijabilul furat) regizat de Karel Zeman. Este o adaptare liberă a romanelor lui Jules Verne, Doi ani de vacanță și Insula misterioasă și combină elemente de animație cu scene live.
În 1969, a apărut filmul Zabil jsem Einsteina, pánové (L-am ucis pe Einstein, domnilor) regizat de Oldřich Lipský. Scenariul prezintă o călătorie în trecut pentru a schimba viitorul. În rolurile principale joacă actorii Jiří Sovák, Jana Brejchová, Lubomír Lipský, Iva Janžurová, Petr Čepek. În Zabil jsem Einsteina, pánové un personaj folosește un dispozitiv care este asemănător cu un  selfie stick, cu câteva decenii înainte de inventarea sa.
Pane, vy jste vdova! (Domnule, sunteți... văduvă!) este un film din 1971 regizat de Václav Vorlíček, cu actorii Iva Janžurová și Olga Schoberová. Prezintă un schimb de corpuri (sau schimb de creiere), ceea ce duce la situații comice.
Což takhle dát si špenát (Cum rămâne cu spanacul?) este un film de comedie SF din 1977 scris și regizat de Václav Vorlíček. După ce ies din închisoare, doi hoți folosesc greșit un dispozitiv de regenerare și devin copii.
În 1981 a apărut o coproducție SF iugoslavo-cehoslovacă, Vizitatorii din galaxia Arkana. Filmul din același an, Tajemství hradu v Karpatech, regizat de Oldřich Lipský este bazat pe Castelul din Carpați de Jules Verne.
În 1982/1983, a apărut o parodie a filmelor SF, Srdečný pozdrav ze zeměkoule regizat de Oldřich Lipský, despre doi extratereștri (Milan Lasica și Julius Satinski ), care sunt marcați doar cu majuscule A și B, explorează Pământul, ei călătoresc pe Pământ deghizați ca oameni obișnuiți...
Babičky dobíjejte přesně! (Încărcați bunica cum trebuie) este un film de comedie SF de groază din 1984 regizat de Ladislav Rychman. O companie misterioasă vinde roboți care înlocuiesc bunicile, deși inițial se comportă ca niște bunicuțe adevărate, ele devin agresive.
Akumulátor 1 este un film SF din 1994 regizat de Jan Svěrák despre vampiri energetici.

### Listă de filme SF
- 1937 Skeleton on Horseback (Bílá nemoc), regia Hugo Haas - adaptare după Karel Čapek
- 1948 Krakatit, regia Otakar Vávra
- 1955 Journey to the Beginning of Time (Cesta do pravěku)
- 1958 Invenție diabolică (Vynález Zkázy)
- 1961 Man in Outer Space (Muž z prvního století)
- 1961 Baronul de Münchhausen (Baron Pràšil), regia Karel Zeman
- 1962 The Cybernetic Grandma (Kybernetická babička)
- 1963 Icarie XB-1
- 1966 Cine a vrut s-o ucidă pe Jessie? (Kdo chce zabít Jessii?), regia Václav Vorlíček
- 1966 Konec srpna v hotelu Ozón
- 1967 Dirijabilul furat (Ukradená vzducholod)
- 1969 L-am ucis pe Einstein, domnilor (Zabil jsem Einsteina, pánové), regia Oldřich Lipský
- 1970 Na koměte (Na koměte), regia Karel Zeman
- 1971 Pane, vy jste vdova!
- 1971 Dívka na koštěti
- 1972 Akce Bororo
- 1973 Planeta sălbatică, (La Planète sauvage / Divoká planeta), animație, coproducție francezo-cehoslovacă
- 1974 Odysseus a hvězdy
- 1977 Což takhle dát si špenát
- 1977 Adéla ještě nevečeřelá
- 1977 Zítra vstanu a opařím se čajem (1977)
- 1977 Talíře nad Velkým Malíkovem (1977)
- 1980 Temné slunce (Soarele întunecat, 1980)
- 1981 Visitors from the Galaxy (1981)
- 1981 Tajemství hradu v Karpatech (1981)
- 1981 - 1983 Vizitatorii (Návštěvníci), serial TV
- 1983 Srdečný pozdrav ze zeměkoule
- 1987 Wolf's Hole
- 1989 Pojemelie vedm (Peștera vrăjitoarelor), coproducție sovietico-cehoslovacă în limba rusă.
- 2005 Vânătoare fatală
- 2013 Snowpiercer
- 2017 Lajka

## Legături externe
- Czech and Slovak SF, The Encyclopedia of Science Fiction
- Jan Vanek - Czech SF (LONG!), groups.google.com

## Vezi și
- Listă de filme științifico-fantastice est-europene
- Zápas s nebem